# Малавийско-малайзийские отношения
Малавийско-малайзийские отношения — двусторонние дипломатические отношения между Малави и Малайзией. Государства являются членами Организации Объединённых Наций, Движения неприсоединения и Содружества наций.

## Экономические отношения
Обе страны являются крупными производителями чая и сотрудничают в рамках трёхнационального (совместно с Индией) обсуждения рыночных условий и продвижения товара по всему миру. В 1996 году объём торговли между странами оценивался в 1,02 миллиона долларов США. Малайзийский экспорт в основном состоит из печатной продукции, алкоголя, химикатов, электрического оборудования и одежды. Малавийский экспорт в основном состоит из сельскохозяйственной продукции, включая фрукты, овощи, семена и масла. В 2006 году Telekom Malaysia продала свою долю в малавийском совместном предприятии.

## Дипломатические отношения
В период 1990-1997 гг. 42 малавийца посетили Малайзию в рамках программ малавийского правительства «Юг-юг» для обмена знаниями и технологиями с другими странами. По состоянию на 1996 год Малайзия не планирует открывать дипломатическое представительство в Малави, считая это слишком дорогостоящим. Вместо этого малавийские дипломатические вопросы решаются через представительство в Зимбабве. Бывший президент Малави Бакили Мулузи посетил Малайзию в 1996 году, а премьер-министр Малайзии Махатхир Мохамад в ответ совершил трёхдневный визит Малави в качестве первой страны в туре по трём африканским странам в 1997 году. Малавийские правительственные делегации во главе с Джастином Малевези посетили Малайзию в 2003 году, отметив масштаб промышленной трансформации Малайзии в период с 1980-х по 1990-е годы, и стремясь извлечь уроки из политики, которая способствовала этому.